# Villa Junghans

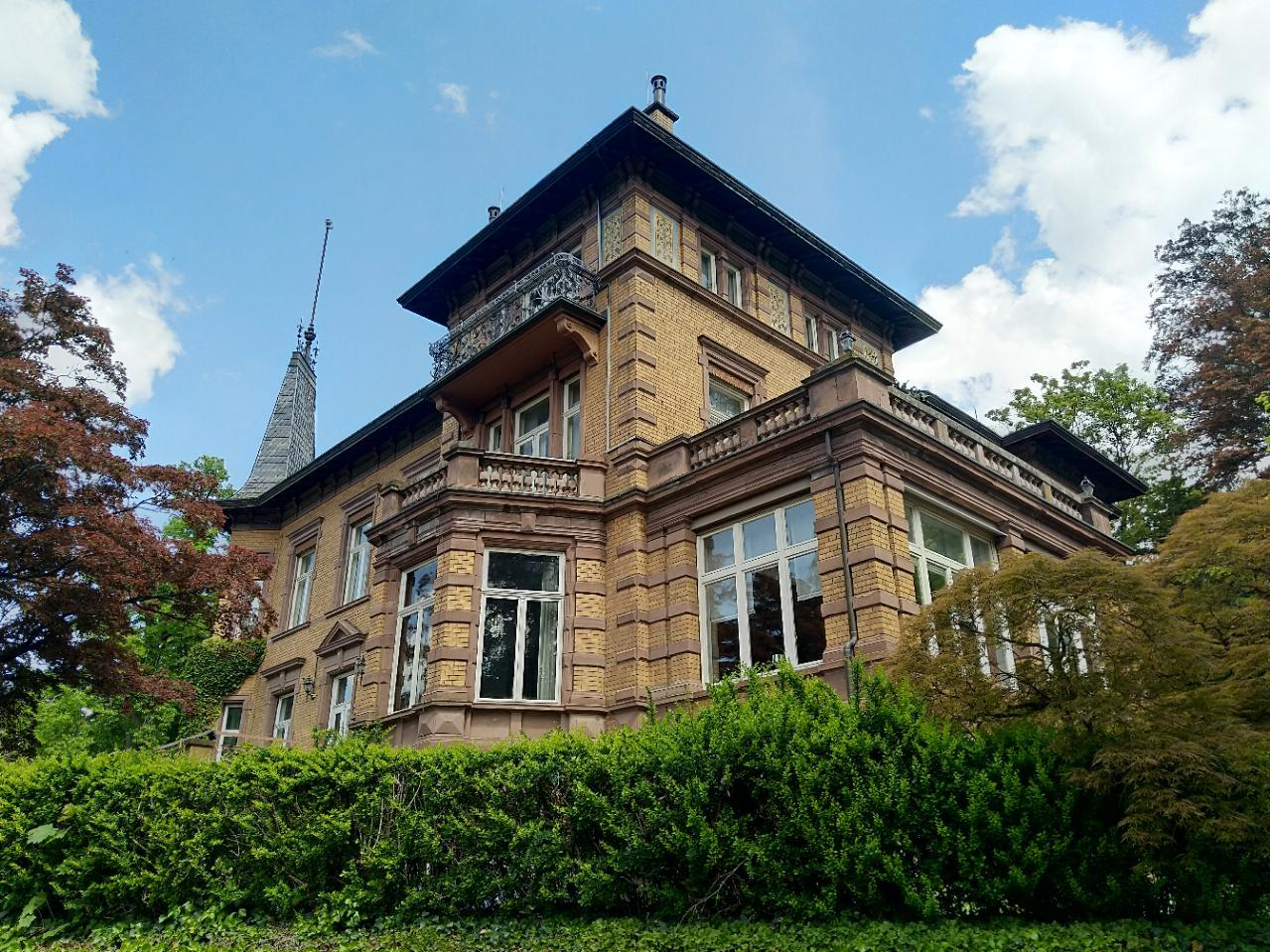
Villa Junghans, 2020

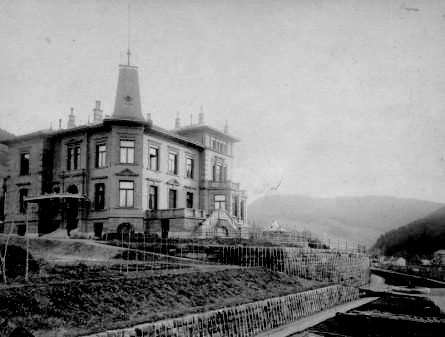
Villa Junghans, um 1890

Die Villa Junghans ist eine ehemalige großbürgerliche Villa in Schramberg im Schwarzwald (Landkreis Rottweil, Baden-Württemberg), die 1885–1886 erbaut wurde und unter Denkmalschutz steht.

## Geschichte
Die Villa ließ der Unternehmer Erhard Junghans (1849–1923) nach Plänen des Bauingenieurs Karl von Leibbrand (1839–1898) im Stil der Neorenaissance erbauen. Die Innenräume wurden vom Maler Ernst Bader ausgemalt. Insgesamt betrug die Bauzeit 15 Monate. Die Parkanlage wurde vom Stuttgarter Gartenarchitekten Gustav Adolf Wagner (1817–1893) gestaltet.
Nach der Fertigstellung zogen Erhard Junghans, seine Ehefrau Marie und die gemeinsamen Kinder Karl Erhard und Doris am 4. November 1886 in die Villa ein. Nach dem Tod des Vaters im Jahr 1923 vermietete der Sohn und Erbe Karl Erhard Junghans das Haus.
Von 1923 bis 1933 bewohnte Richard Landenberger (1881–1975) mit seiner Familie das als „Sonnenberghaus“ bezeichnete Haus. Nach dessen Auszug stand das Haus zunächst leer. Noch 1933 verkaufte Karl Erhard Junghans das Haus für 100.000 Reichsmark an die Stadt Schramberg, das dann von 1933 bis 1945 als „Adolf-Hitler-Haus“ bekannt war. In der Villa befand sich die NSDAP-Kreisleitung und ein Café-Restaurant, während die Gärten als „Kurpark“ der Öffentlichkeit zur Verfügung gestellt wurden.
In den 1970er-Jahren wurde wegen seiner widersprüchlichen Geschichte ein Abriss des Bauwerks erwogen. Dieser wurde aufgrund der überragenden architekturgeschichtlichen Bedeutung abgewendet. Heute befindet sich in der Villa ein Hotel, nachdem das Gebäude immer wieder von verschiedenen Gastronomen gepachtet worden war.